# Erick Miranda
Erick Roberto Miranda Chonay (Escuintla, 17 de dezembro de 1971) é um ex-futebolista guatemalteco que atuava como zagueiro.

## Carreira em clubes
Jogou boa parte de sua carreira no Comunicaciones, onde teve 3 passagens - a primeira, entre 1995 e 2004, foi a mais bem-sucedida, tendo vencido 7 vezes o Campeonato Guatemalteco. Voltou aos Cremas em 2006, porém jogou apenas 8 partidas e não fez nenhum gol.
Defendeu ainda o Deportivo Amatitlán (clube onde iniciou a carreira, em 1989), Heredia, Deportivo Mixco e Deportivo Sanarate, onde parou de jogar pela primeira vez, em 2008. Após 5 temporadas aposentado, Miranda regressou aos gramados em 2013, novamente vestindo a camisa do Heredía (15 jogos e 2 gols), e ainda chegou a defender o Comunicaciones pela terceira vez - foram apenas 2 jogos entre 2014 e 2016. O zagueiro encerrou definitivamente a carreira de jogador em 2017, quando atuava pelo Aurora.

## Seleção Guatemalteca
Vestiu a camisa da Seleção Guatemalteca 69 vezes entre 1991 e 2001, disputando 4 vezes a Copa Ouro da CONCACAF, tendo integrado o elenco que ficou na quarta posição na edição de 1996. Fez 2 gols pelos Chapines (um em 1997, num amistoso contra El Salvador, e outro em 2000, contra o México, em jogo válido pela Copa Ouro de 2000).
A última partida de Miranda pela Seleção foi na semifinal da Copa Centroamericana de 2001, contra a Costa Rica.

## Títulos
Comunicaciones
- Campeonato Guatemalteco: 7 (1996–97, 1997–98, 1998–99, Apertura 1999, Clausura 2001, Apertura 2002 e Clausura 2003)

Seleção Guatemalteca
- Copa Centroamericana: 1 (2001)